# Buadiposo-Buntong

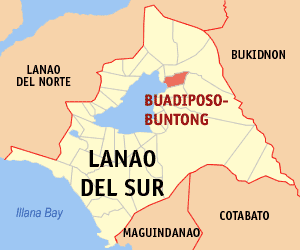
Bản đồ Lanao del Sur với vị trí của Buadiposo-buntong

Buadiposo-Buntong là một đô thị hạng 5 ở tỉnh Lanao del Sur, Philippines. Theo điều tra dân số năm 2000 của Philipin, đô thị này có dân số 13.535 người trong 1.938 hộ.

## Các đơn vị hành chính
Buadiposo-Buntong được chia ra 33 barangay.
| - Bacolod - Bangon - Buadiposo Lilod - Buadiposo Proper - Bubong - Buntong Proper - Cadayonan - Dansalan - Gata - Kalakala - Katogonan | - Lumbac - Lumbatan Manacab - Lumbatan Pataingud - Manacab - Minanga (Buntong) - Paling - Pindolonan - Pualas - Buadiposo Raya - Sapot - Tangcal | - Tarik - Tuka - Bangon Proper - Raya Buntong (Buntong East) - Lunduban (Ragondingan) - Ragondingan East - Ragondingan Proper - Ragondingan West - Boto Ragondingan - Datu Tambara - Dirisan |